# Gabriella Baldacchino
Gabriella Baldacchino (New York, 23 dicembre 2001) è un'attrice statunitense.

## Filmografia

### Cinema
- Tower Heist - Colpo ad alto livello (Tower Heist), regia di Brett Ratner (2011)
- Annie - La felicità è contagiosa (Annie), regia di Will Gluck (2014)
- Ask for Jane, regia di Rachel Carey (2018)
- Come per disincanto - E vissero infelici e scontenti (Disenchanted), regia di Adam Shankman (2022)

### Televisione
- School Spirits – serie TV, 2 episodi (2012)
- Unschooled – film TV, regia Devin Glass, David Hemphill e Anurag Kumar (2019)
- The Conners – serie TV, episodio 4x08 (2021)

## Doppiatrici italiane
Nelle versioni in italiano dei suoi film, Gabriella Baldacchino è stata doppiata da:
- Emanuela Ionica in Come per disincanto - E vissero infelici e scontenti (dialoghi)
- Cristiana Alvitti in Come per disincanto e vissero infelici e scontenti (canto)